# Sztuka ottońska

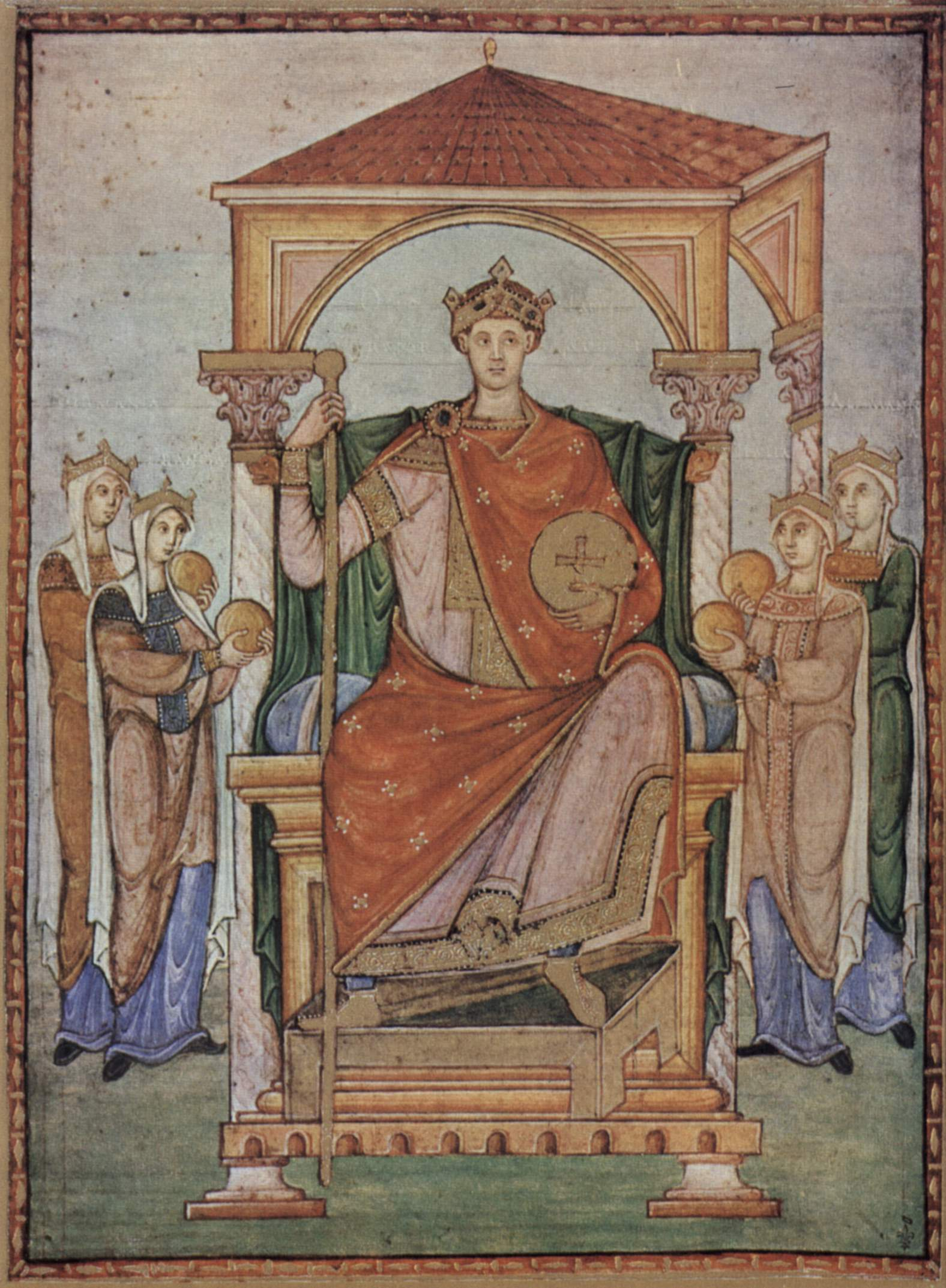
Miniatura z Registrum Gregorii, przedstawiająca Ottona II, ok. 985

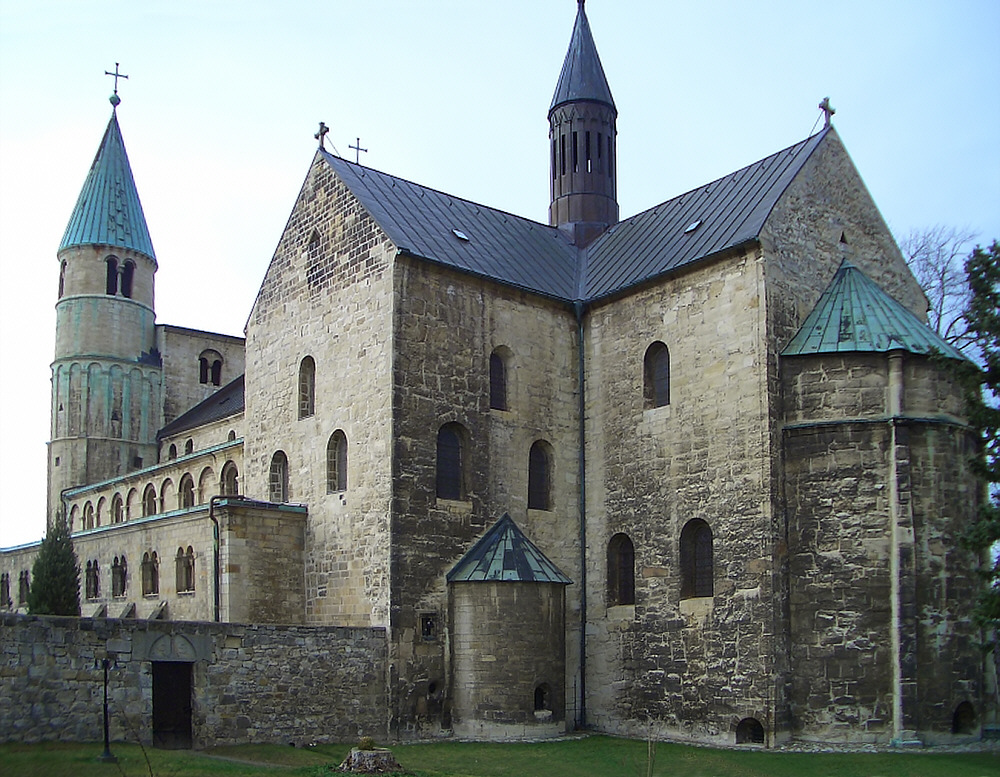
Masyw wschodni kościoła św. Cyriaka w Gernrode

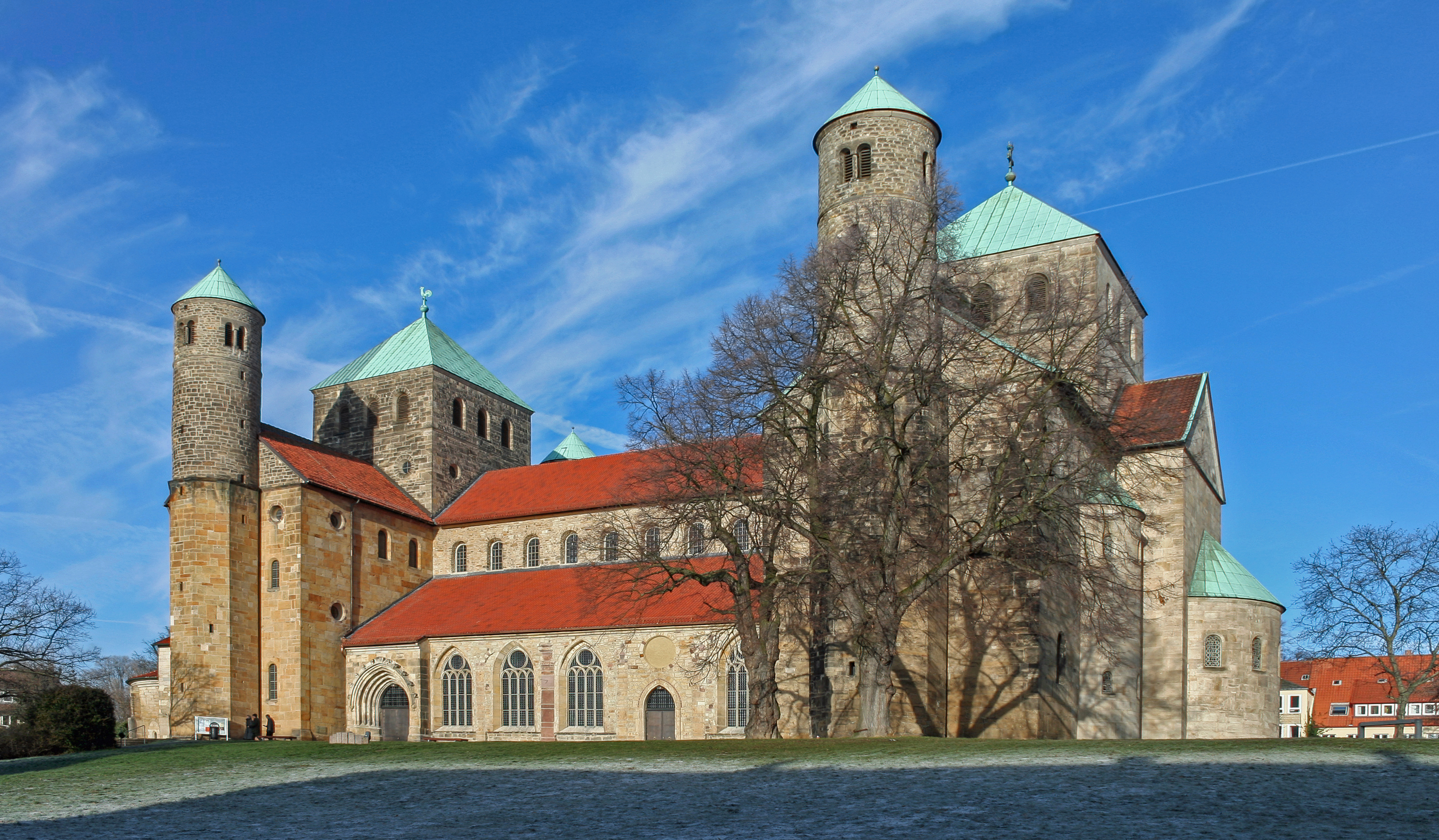
Kościół św. Michała w Hildesheim

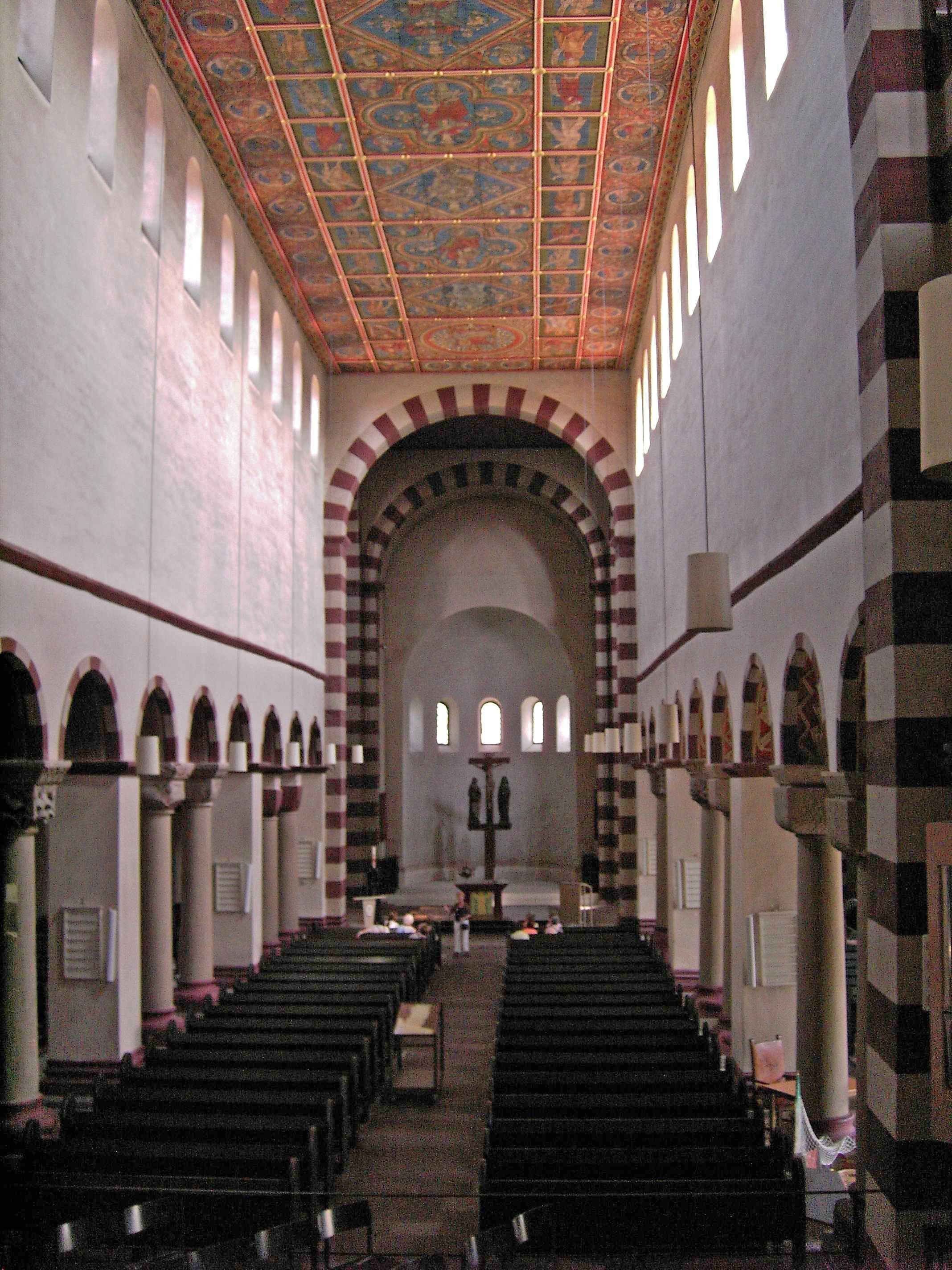
Wnętrze kościoła św. Michała w Hildesheim

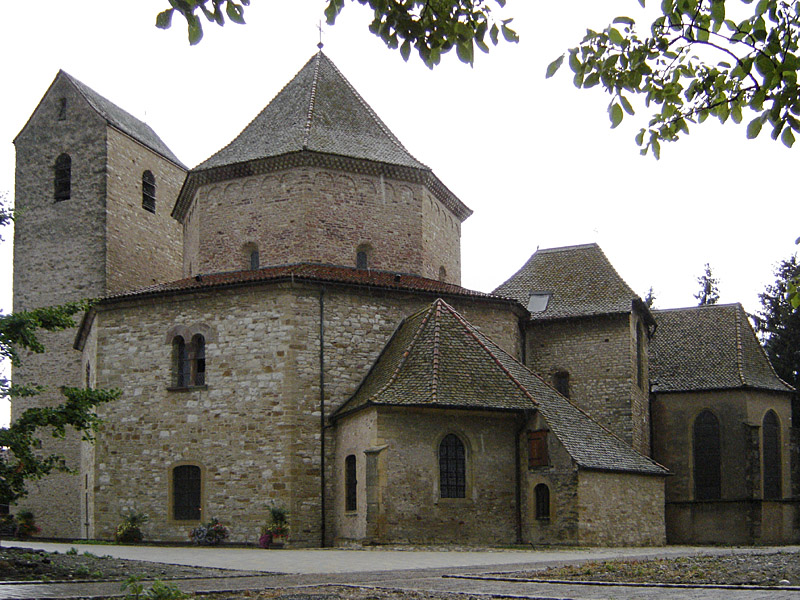
Kościół w Ottmarsheim

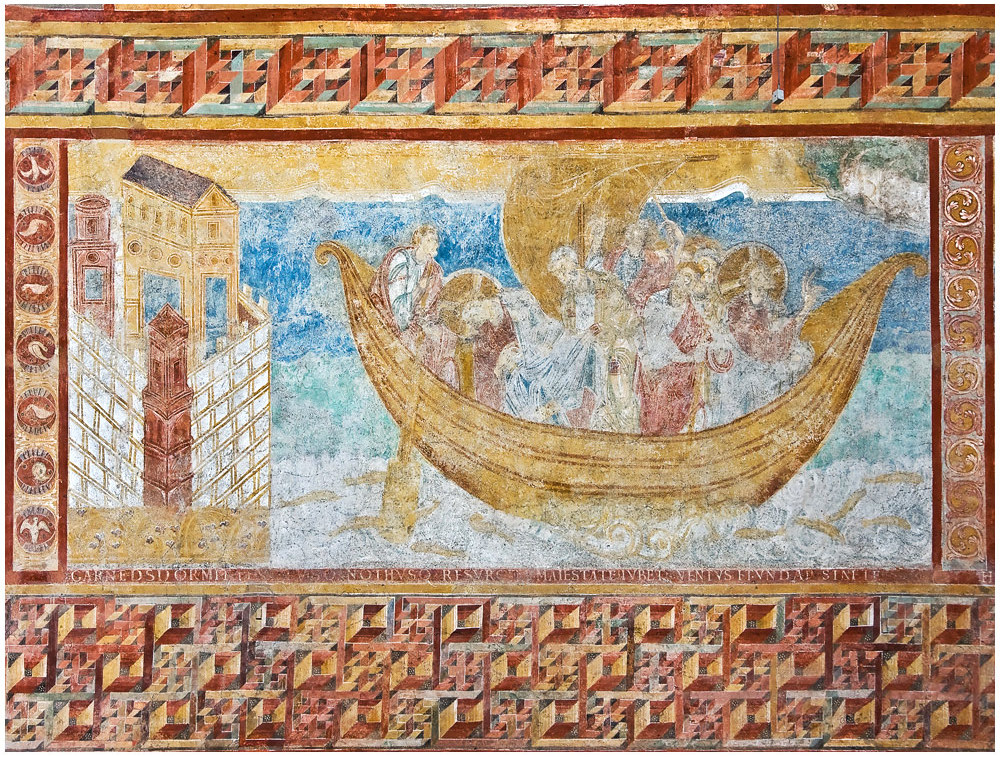
Uspokojenie burzy na Jeziorze Genezaret, fresk w kościele w Oberzell na (Reichenau)

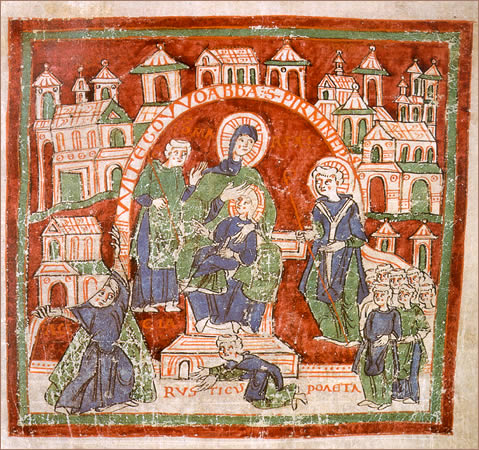
Szkoła Reichenau, Gesta Witigowonis, schyłek X w. Karlsruhe, Badische Landesbibliothek

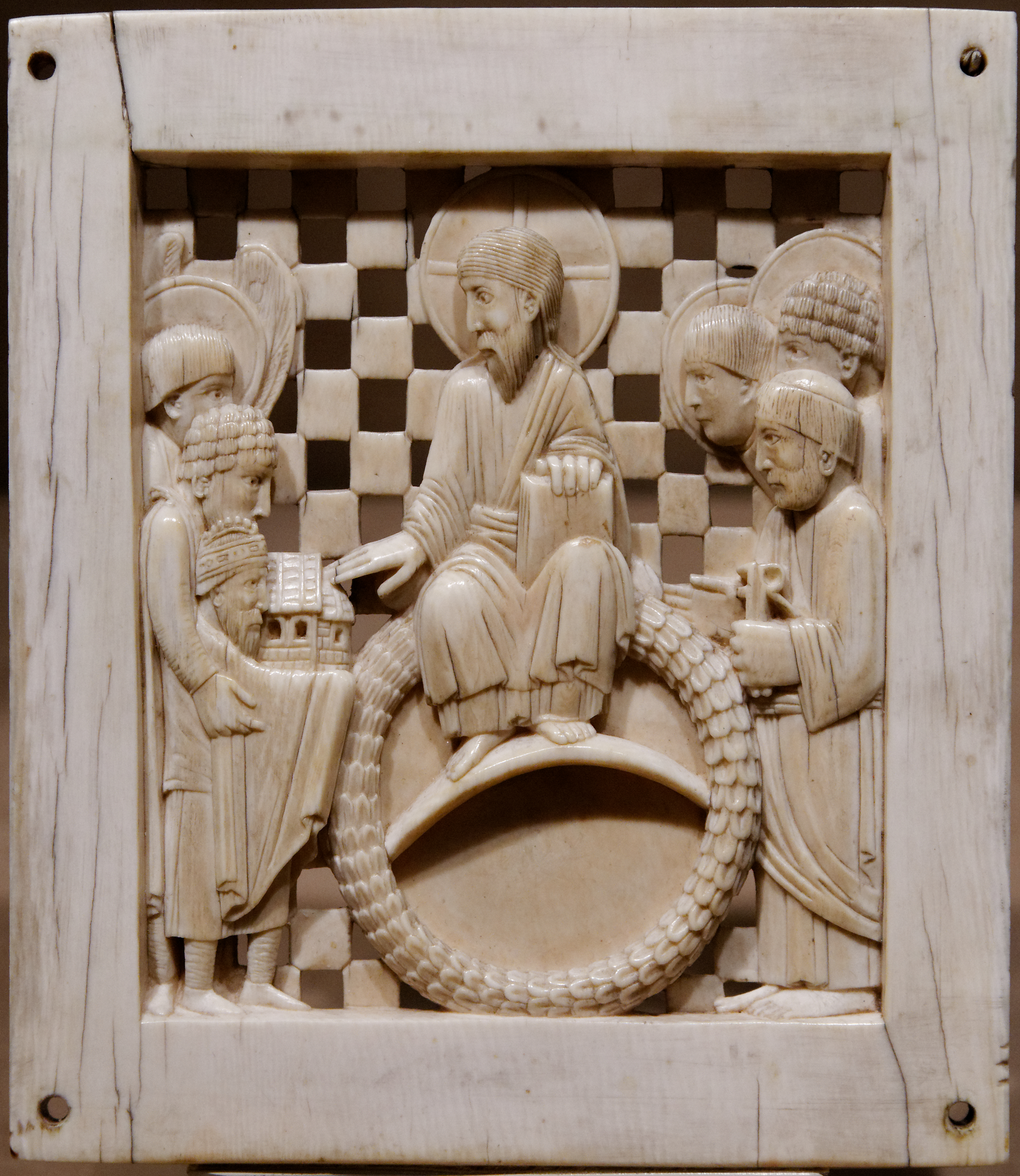
Otton I jako donator katedry w Magdeburgu klęczący przed Chrystusem. Plakietka z kości słoniowej, schyłek X w. Nowy Jork, Metropolitan Museum of Art

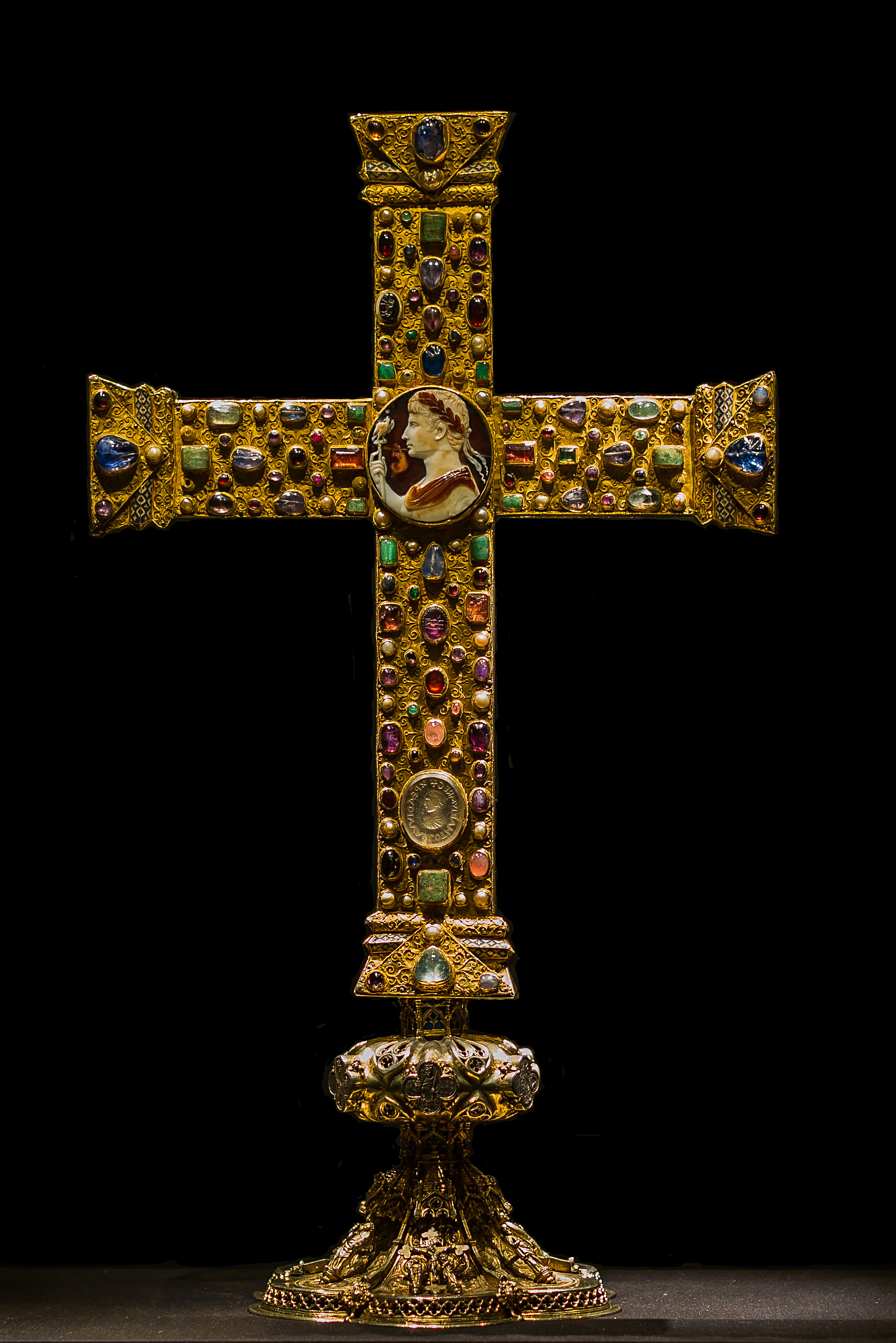
Krzyż Lotara, X wiek, Akwizgran, skarbiec katedralny

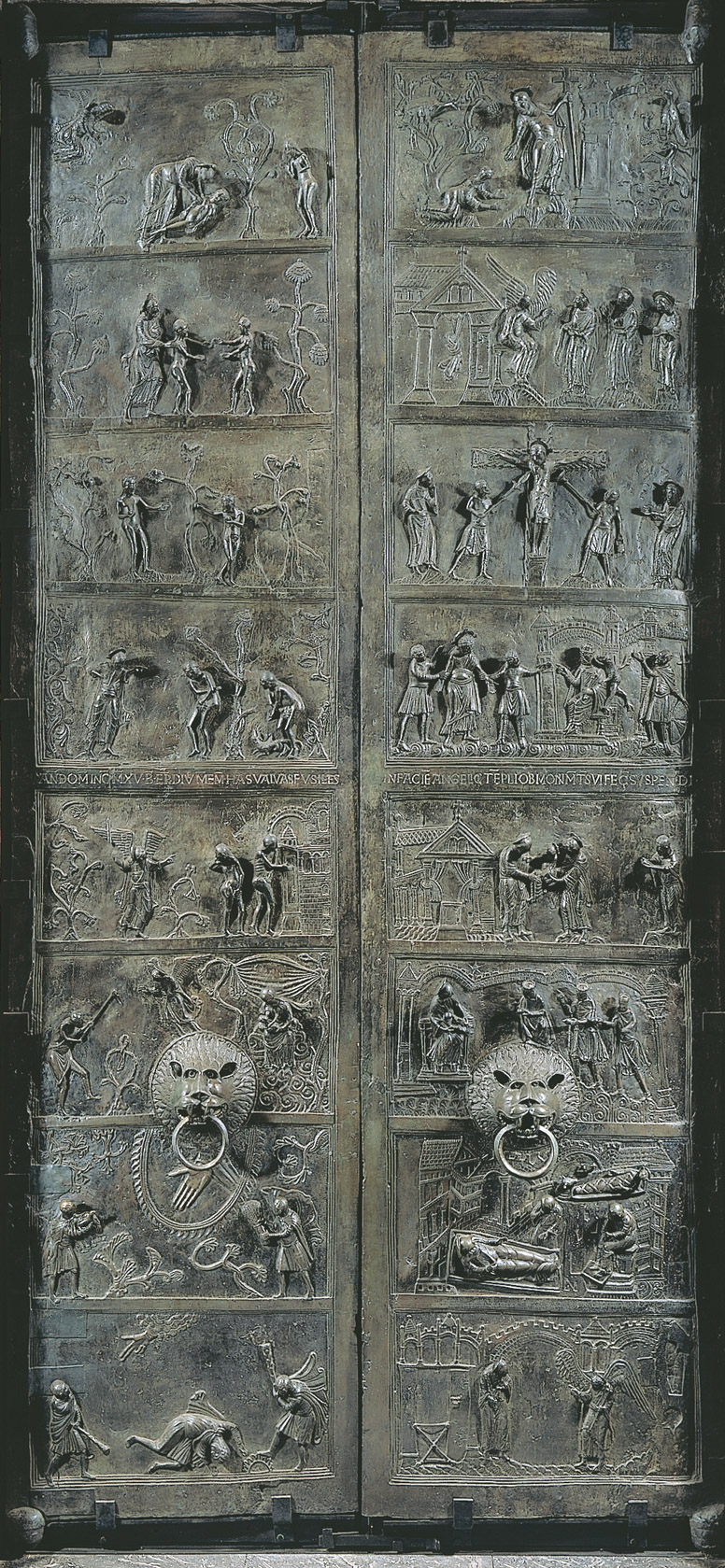
Drzwi Bernwarda, 1015 r. Katedra NMP w Hildesheim

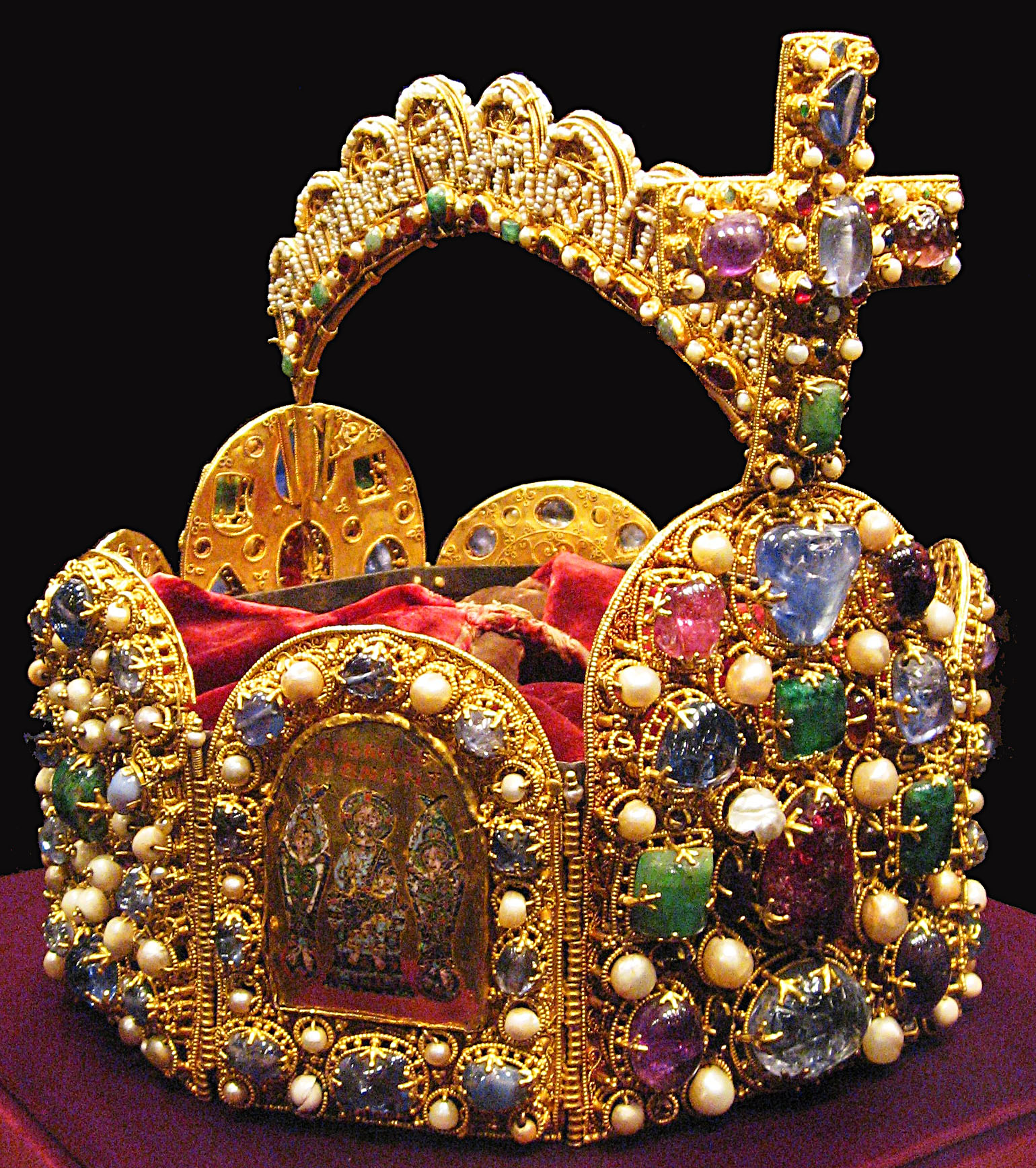
Korona Rzeszy, schyłek X i 1 połowa XI stulecia, Wiedeń, skarbiec cesarski (Hofburg)

Sztuka ottońska – umowna nazwa, jaką określa się działalność artystyczną na obszarze Świętego Cesarstwa Rzymskiego w latach ok. 950-1050. Sztuka ottońska włączana jest do okresu przedromańskiego i uważana za jeden z przejawów tzw. renesansu ottońskiego.
Działalność artystyczna skupiała się głównie na architekturze, malarstwie (w szczególności książkowym), złotnictwie i rzeźbie. Sztuka ottońska była ściśle związana z dworem. Nie wykroczyła poza granice niemieckie, a jej głównymi ośrodkami stały się m.in. klasztor Reichenau, Kolonia, Magdeburg, Hildesheim, Ratyzbona i Bamberg. Inspiracje czerpała z jednej strony ze sztuki karolińskiej, z drugiej z antyku oraz Bizancjum, którego wpływy były wówczas silniejsze niż wcześniej. Związane to było z małżeństwem Ottona II z bizantyńską księżniczką Teofano.

## Tło historyczne
Cesarstwo Karola Wielkiego zaczęło rozpadać się po jego śmierci. Proces ten przypieczętowany został przez traktat z Verdun z 843 roku, który doprowadził do podziału na Franków wschodnich i zachodnich. Sytuacja na tych terenach stała się niestabilna ze względu na wewnętrzne walki o władzę i najazdy zewnętrzne Normanów, Saracenów i Węgrów, co wpłynęło także na sztukę i budownictwo, które przez niemal sto lat przeżywały upadek.
Druga połowa X wieku przyniosła jednak pozytywne zmiany – po okresie kryzysu po rozpadzie Cesarstwa Karolingów [...] następowało stopniowe polepszanie się warunków życia i odnowienie zorganizowanego życia politycznego i społecznego. Otton I Wielki został koronowany w 962 roku w Rzymie na cesarza Świętego Cesarstwa Rzymskiego Narodu Niemieckiego. Jego cesarstwo obejmowało jednak tylko wschodnią część dawnego państwa Karolingów, a zachodnią dzisiejszych Niemiec. Władzę po Ottonie I objęli kolejni przedstawiciele dynastii Ludolfingów: Otton II, Otton III i Henryk II Święty. Od imion pierwszych trzech władców pochodzi określenie ottońska. 
Ożywienie gospodarcze, wzrost demograficzny, a przede wszystkim wysiłki cesarzy, zmierzające ku ożywieniu tradycji Akwizgranu i Rzymu doprowadziły do rozkwitu sztuki.

## Architektura
Architektura ottońska czerpała ze wzorców karolińskich, wprowadzając także pewne zmiany. Wpływ bizantyński w budownictwie był mało znaczący. Istotnym wyjątkiem jest kaplica św. Bartłomieja przy katedrze w Paderborn (1017), wzniesiona przez warsztat przybyły z Grecji.
Wśród stosowanych wówczas typów kościołów znajdowały się budowle centralne oraz budowle na planie podłużnym, niemal wyłącznie bazyliki, na ogół bez sklepienia, z transeptem, prostokątnym prezbiterium (chórem), czasem emporami nad nawami bocznymi. W okresie ottońskim ustalił się zwyczaj wydzielania kwadratu, tworzącego się na skrzyżowaniu naw z transeptem (najstarszy przykład – kościół św. Michała w Hildesheim), który stał się modułem, na którym opierano rzut poziomy budowli. Sklepienia nadal były stosowane tylko w kryptach, nawach bocznych lub budowlach centralnych. Nawa główna miała strop lub otwartą więźbę dachową; problem przesklepienia nawy głównej został rozwiązany dopiero w okresie romańskim. Stosowana była przemienność podpór międzynawowych, filarów i kolumn: tzw. nadreńska (A-B-A) i saska (A-B-B-A).
Do głównych zabytków tego okresu należą:
- Kościół św. Cyriaka w Gernrode z lat ok. 960-965. Jest trójnawową bazyliką emporową, w której zastosowano przemienność podpór.
- Kościół św. Michała w Hildesheim, zbudowany w latach 1010-20 pod kierownictwem biskupa Bernwarda von Hildesheim. Jest trójnawową bazyliką, z dwoma chórami i transeptami. Wieże umieszczono na skrzyżowaniach naw oraz końcach ramion transeptu. Trójkondygnacyjne empory znajdują się w ramionach transeptu.
- Kościół św. Pantaleona w Kolonii. Jego westwerk został ukończony w 1000 roku.
- Kościół Panny Marii na Kapitolu w Kolonii, będący założeniem trójkonchowym (trzy absydy, umieszczone na zakończeniach transeptu i prezbiterium, tworzą kształt koniczyny).

Powstawały również budowle centralne, nawiązujące do kaplicy pałacowej w Akwizgranie:
- Kościół kanoniczek w Essen z ok. 1050. Został gruntownie przebudowany i obecnie stanowi część katedry.
- Kościół w Ottmarsheim z lat 1030-49. Nawa wewnętrzna została wzniesiona na planie ośmiobocznym i przekryta sklepieniem klasztornym. Obejście także było ośmioboczne, miało dwukondygnacyjne empory. W późniejszych wiekach przebudowywany.

## Malarstwo
Rozwijało się głównie malarstwo ścienne i książkowe. Przykładem tego pierwszego są malowidła z kościoła św. Jerzego w Reichenau, które są jedynym zespołem zachowanym na tyle dobrze, iż dają wyobrażenie o wyglądzie całości. Niemniej jednak ich stan zachowania nie jest najlepszy; zniszczone były już po odsłonięciu w XIX wieku, a nieudana konserwacja tylko pogorszyła sytuację. Sceny przedstawiają cuda dokonane przez Chrystusa (uzdrowienia, uciszenie burzy, wypędzenie duchów, wskrzeszenia). Freski znajdują się również w kaplicy św. Sylwestra w Goldbach i krypcie kościoła św. Andrzeja w Neuenberg.
Malarstwo miniaturowe rozkwitło w kilku centrach (m.in. w Trewirze, Echternach, Reichenau, Kolonii).
Trewir był na przełomie tysiącleci istotnym ośrodkiem naukowym i artystycznym. Dzięki mecenatowi tamtejszego arcybiskupa Egberta (977-993) powstało kilka dzieł (prawdopodobnie właśnie w Trewirze, choć nie jest to pewne), odznaczających się wysokim poziomem. Zapewne najstarszym z nich jest Psałterz Egberta z trzydziestoma czterema całostronicowymi iluminacjami, nazywany także Kodeksem Gertrudy od Gertrudy, córki Mieszka II, która w XI wieku dołączyła do księgi dodatkowe karty i miniatury. Drugim istotnym manuskryptem jest Registrum Gregorii (ok. 984), będące zbiorem listów papieża Grzegorza Wielkiego. Dla Egberta wykonano również Kodeks Egberta (nazywany Ewangelistarzem Egberta i Codex Egberti).
Inny zespół dzieł określa się mianem grupy Liuthara, od imienia mnicha, który spisał bądź zamówił Ewangeliarz dla Ottona III. Nie stanowi on jednak jednolitego zespołu – starsze dzieła, pochodzące z ostatniego dziesięciolecia X wieku różnią się od młodszych, z samego końca X wieku i pierwszych 15 lat XI wieku.
Kolejne skryptorium działało w Echternach dla cesarzy z dynastii salickiej. Przypisuje mu się kilkanaście manuskryptów, m.in. Złoty Kodeks z Echternach oraz Ewangeliarz Henryka III i Gizeli (1039-43). Iluminacje powstawały również w Kolonii, prawdopodobnie w klasztorze św. Pantaleona (np. Sakramentarz św. Gereona, XI wiek), w Bawarii, Frankonii i Saksonii.

## Rzeźba i rzemiosło
Podobnie jak w okresie karolińskim rzeźba kamienna była rzadka, natomiast dominowało złotnictwo, brązownictwo, a w mniejszym stopniu także płaskorzeźby z kości słoniowej. Odlewane były również drzwi kościelne. Pojawiły się przedstawienia kultowe pod postacią zachowanych do dziś drewnianych krucyfiksów i posążków Maryi.
Wyroby złotnicze różnią się od karolińskich. Jednym z najistotniejszych warsztatów ottońskich był warsztat biskupa Egberta w Trewirze, który wykonał oprawę Złotego Kodeksu z Echternach (983-991) oraz kilka relikwiarzy. Ich charakterystyczną cechą jest przybieranie kształtu relikwii, które zawierają wewnątrz (np. relikwiarz świętego Andrzeja w Trewirze na sandał apostoła Andrzeja ma na wieku złoty but). Inne warsztaty działały w Fuldzie i Essen. Z tego drugiego pochodzą cztery krzyże, wykonane między końcem X a XI wieku. Najstarszy z nich jest wykonany około 983 roku  krzyż księcia Ottona i ksieni Matyldy. Pośrodku umieszczona jest postać Chrystusa wykonana w technice trybowania, poniżej pokonany wąż, a na dole emaliowane przedstawienie dedykacyjne z Ottonem i Matyldą. Prawdopodobnie z osobą ksieni Zofii wiąże się tzw. krzyż z wielkimi emaliami wykonany około roku 1000. Swoją nazwę zawdzięcza plakietkom z emaliami przedstawiającymi Grupę Ukrzyżowania na przecięciu ramion oraz wtórnie umieszczonymi tu emaliami z symbolami Czterech Ewangelistów na krawędziach ramion. Opatka Teofano ufundowała krzyż, którego rdzeń wykonany jest ze sprowadzonego z Ziemi Świętej drewna cedrowego. Na skrzyżowaniu ramion duży kryształ górski z partykułami Drzewa Krzyża Chrystusowego. Około 1050 powstał Krzyż Matyldy zwany Młodszym, nawiązujący do najstarszego pierwowzoru. Cechą charakterystyczną jest emaliowana plakietka przedstawiającą ksienię Matyldę adorującą Marię z Dzieciątkiem Jezus. 
Z zachodniej części Cesarstwa pochodzi tzw. krzyż Lotara obecnie przechowywany w skarbcu katedry w Akwizgranie. Krzyż dekorowany jest filigranem i kamieniami szlachetnymi, a na przecięciu jego ramion umieszczona jest gemma przedstawiająca Augusta. Na rewersie wygrawerowany jest Chrystus. Zbliżony schemat ma złoty krzyż, który wraz z antependium z Bazylei stanowił dary cesarza Henryka II dla katedry w Bazylei.
Z czasów ottońskich pochodzą insygnia cesarskie obecnie przechowywane w Wiedniu: złota korona (prawdopodobnie z X wieku) ozdobiona filigranem, wielkimi kamieniami szlachetnymi (gł. szafirami) oraz emaliowanymi plakietkami przedstawiającymi starotestamentowych królów oraz Chrystusa w asyście serafinów, krzyż cesarski (być może z czasów Konrada II) i miecz koronacyjny (z połowy XI wieku).
Monumentalne drzwi kościelne tej epoki, zdobione reliefem figuralnym, przetrwały w Hildesheim, Augsburgu i Kolonii. Drzwi z Hildesheim zostały sporządzone na zamówienie biskupa Bernwarda w 1015 roku. Te niemal pięciometrowe drzwi zostały odlane w całości, a nie zmontowane z pojedynczych płyt. Każde skrzydło podzielone jest na osiem kwater, które ukazują sceny biblijne (stworzenie świata i pierwszych ludzi, mękę Chrystusa). Tenże hierarcha polecił wykonać brązową kolumnę, ukazującą w spiralnej kompozycji sceny od Chrztu Pańskiego po Wjazd Chrystusa do Jerozolimy. Wzorzec stanowiły antyczne kolumny m.in. Trajana i Marka Aureliusza w Rzymie.
Czas powstania drzwi z Augsburga nie jest znany, a datowane są na pierwszą połowę XI wieku. Są one złożone z pojedynczych płyt, zamontowanych na drewnianym rdzeniu. Trzecie drzwi pochodzą z kościoła Panny Marii na Kapitolu w Kolonii (ok. połowy XI wieku).
Okres przed i po przełomie tysiącleci uważany jest za moment pojawienia się obiektów kultowych w zachodniej części świata chrześcijańskiego. Z czasów ottońskich pochodzą liczne dzieła kultowe (krucyfiksy i figury Maryi). Charakterystyczna jest dla nich technika (drewno pokryte złotą blachą) i relikwie zawarte wewnątrz. Przykładami takich dzieł są:
- Krucyfiks biskupa Gerona z katedry w Kolonii (ok. 975). Przedstawia martwego Chrystusa o miękkim modelunku.
- Złota Madonna z katedry w Essen z pierwotną złotą okładziną, pochodząca z czasów opatki Matyldy (973-1011). Maryja siedzi na tronie, w prawej ręce trzymając jabłko, a lewą podtrzymując błogosławiące Dzieciątko.
- Madonna biskupa Imada z Paderborn (1051-1071).

## Galeria

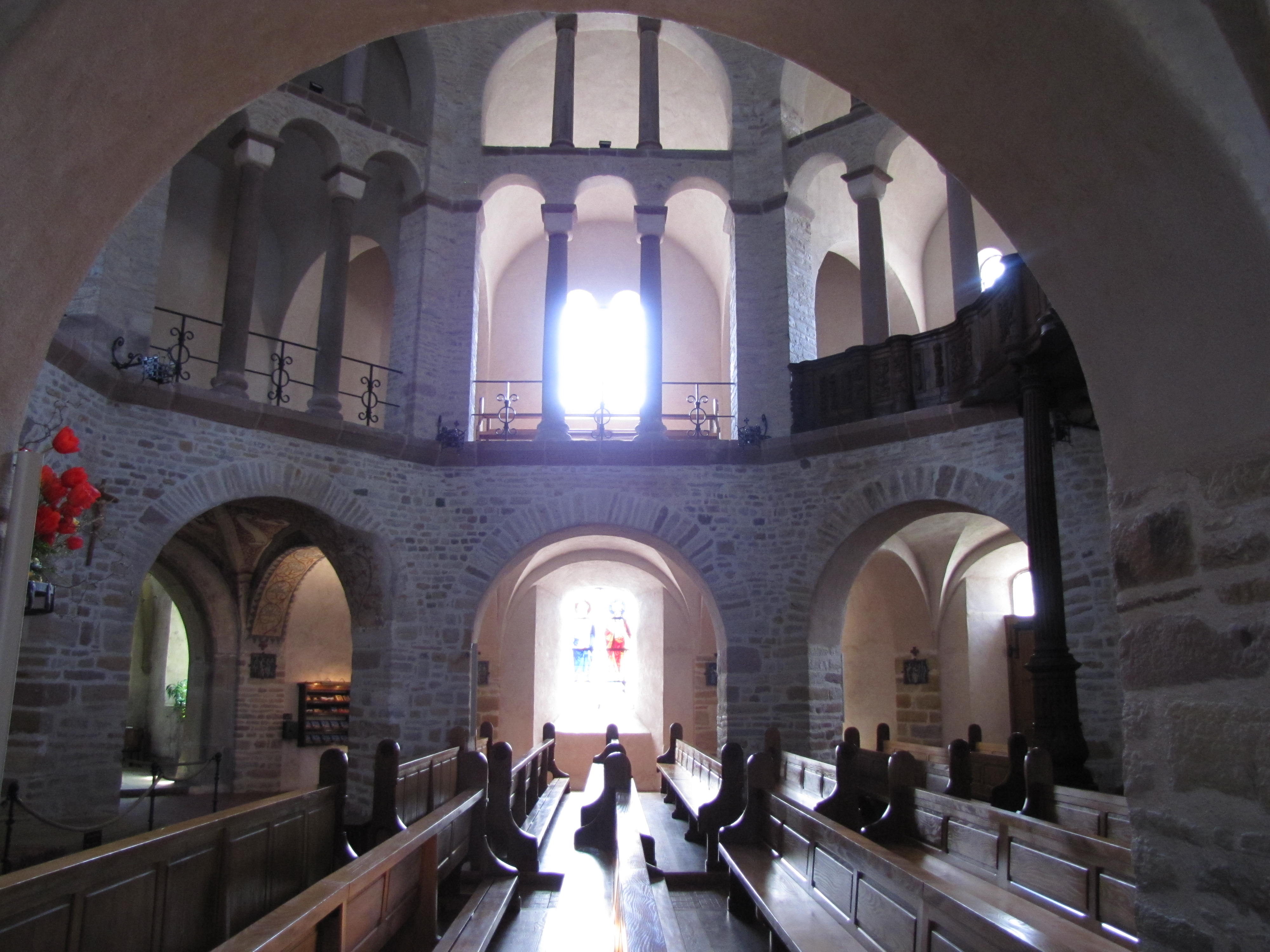
Wnętrze kaplicy w Ottmarsheim
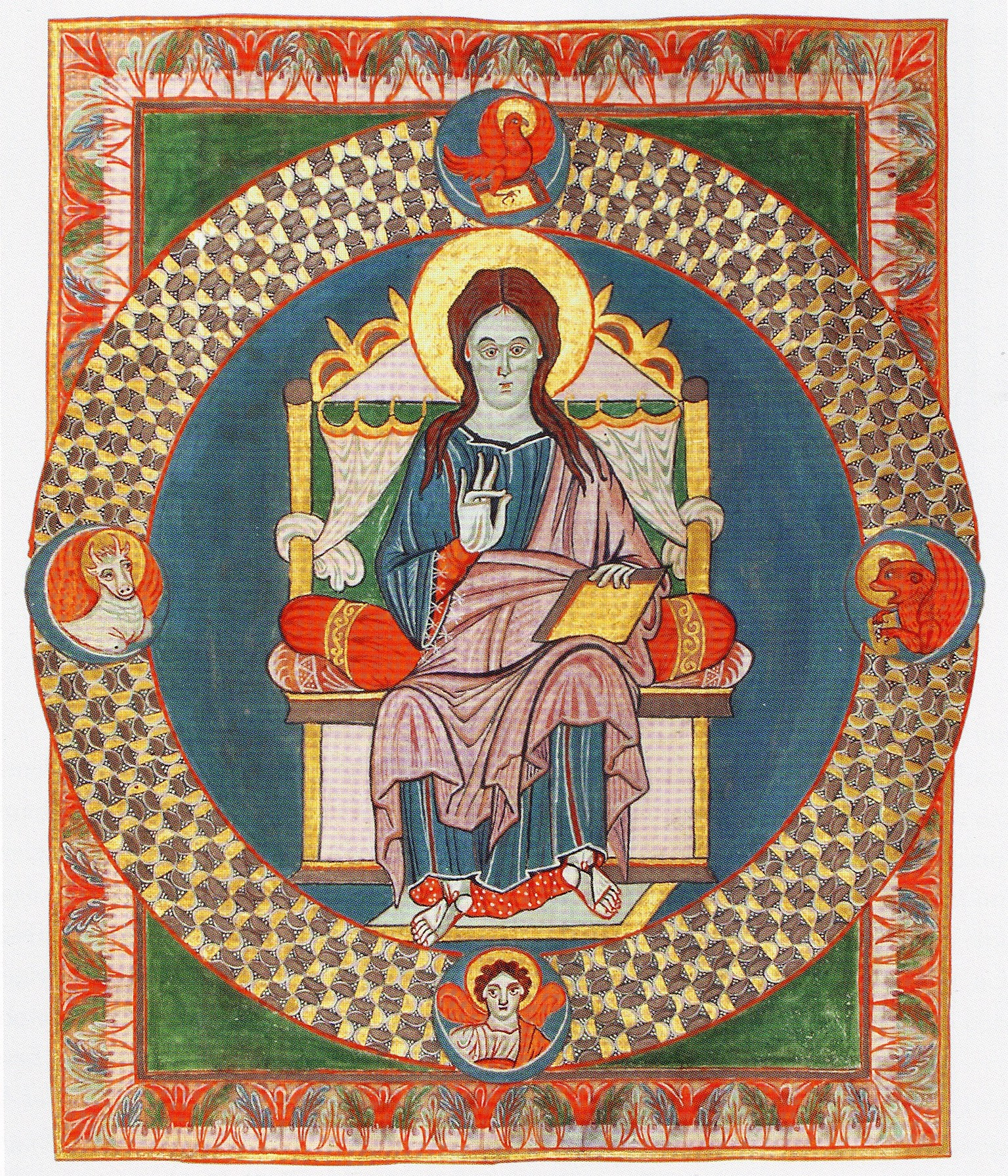
Maiestas Domini, miniatura z Kodeksu Gerona, 969 r. Darmstadt, Universitäts- und Landesbibliothek
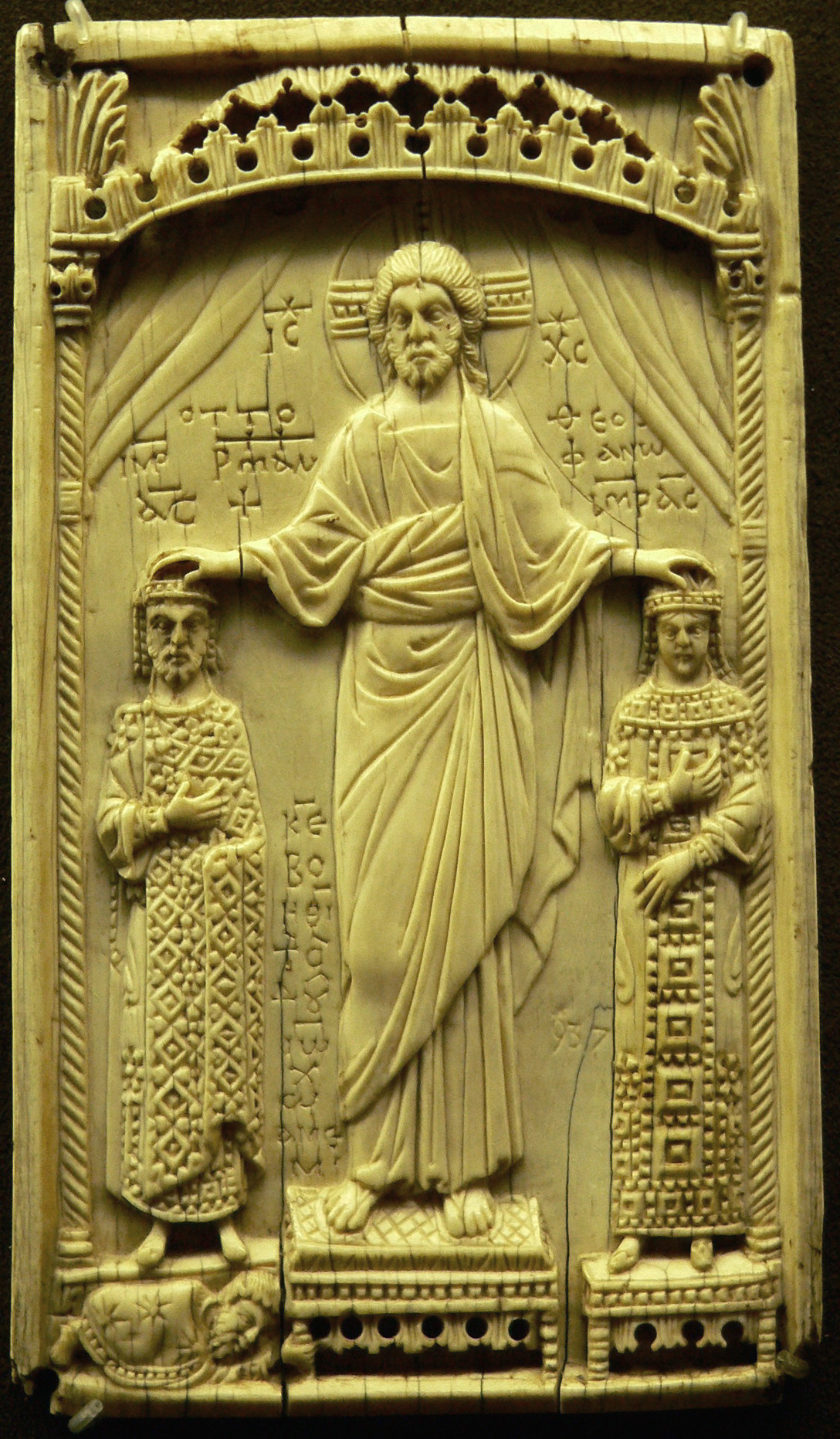
Chrystus koronujący Ottona II i Teofano, plakietka z kości słoniowej, 983 r. Paryż, Musée de Cluny
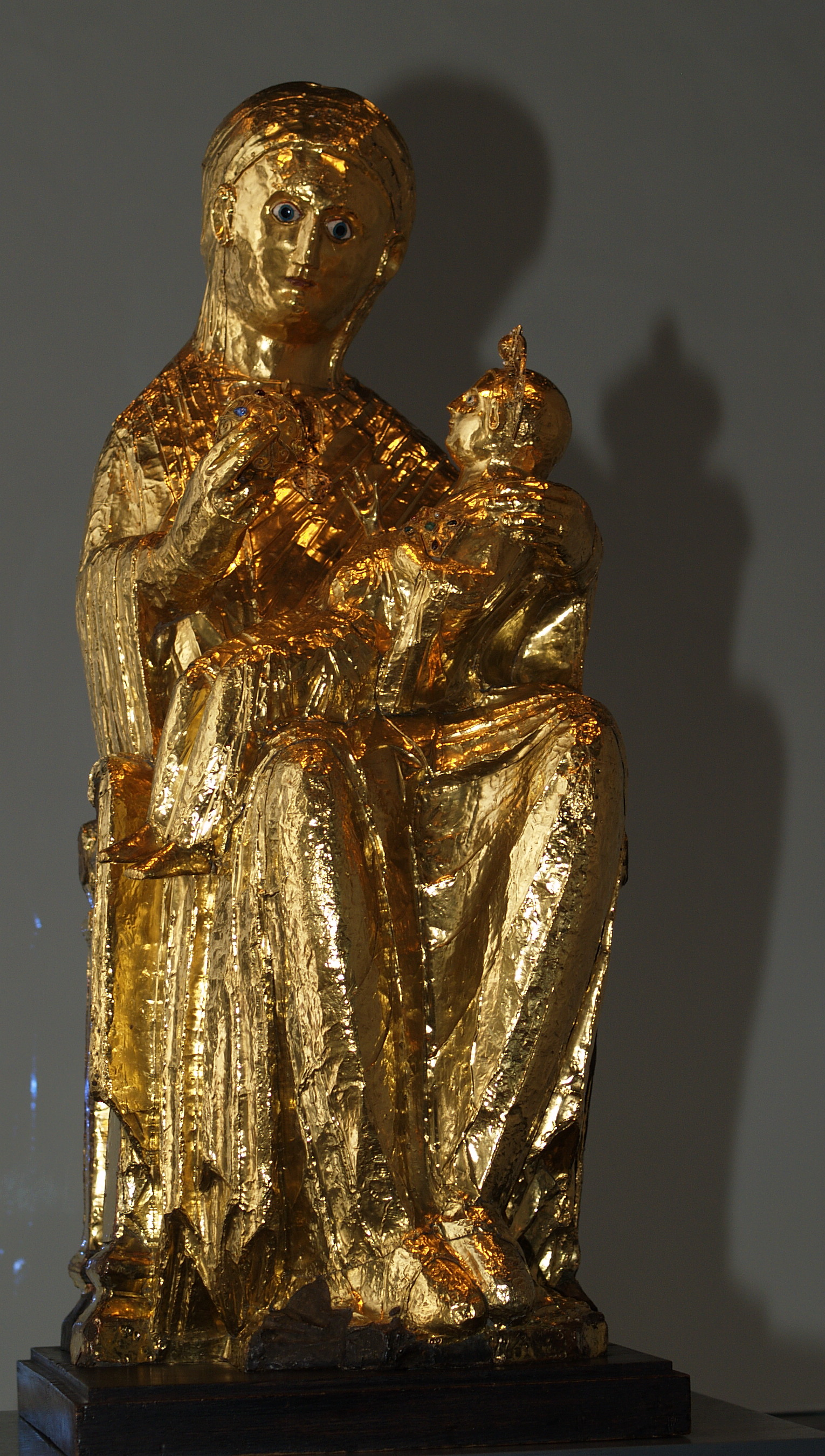
Złota Madonna z katedry w Essen

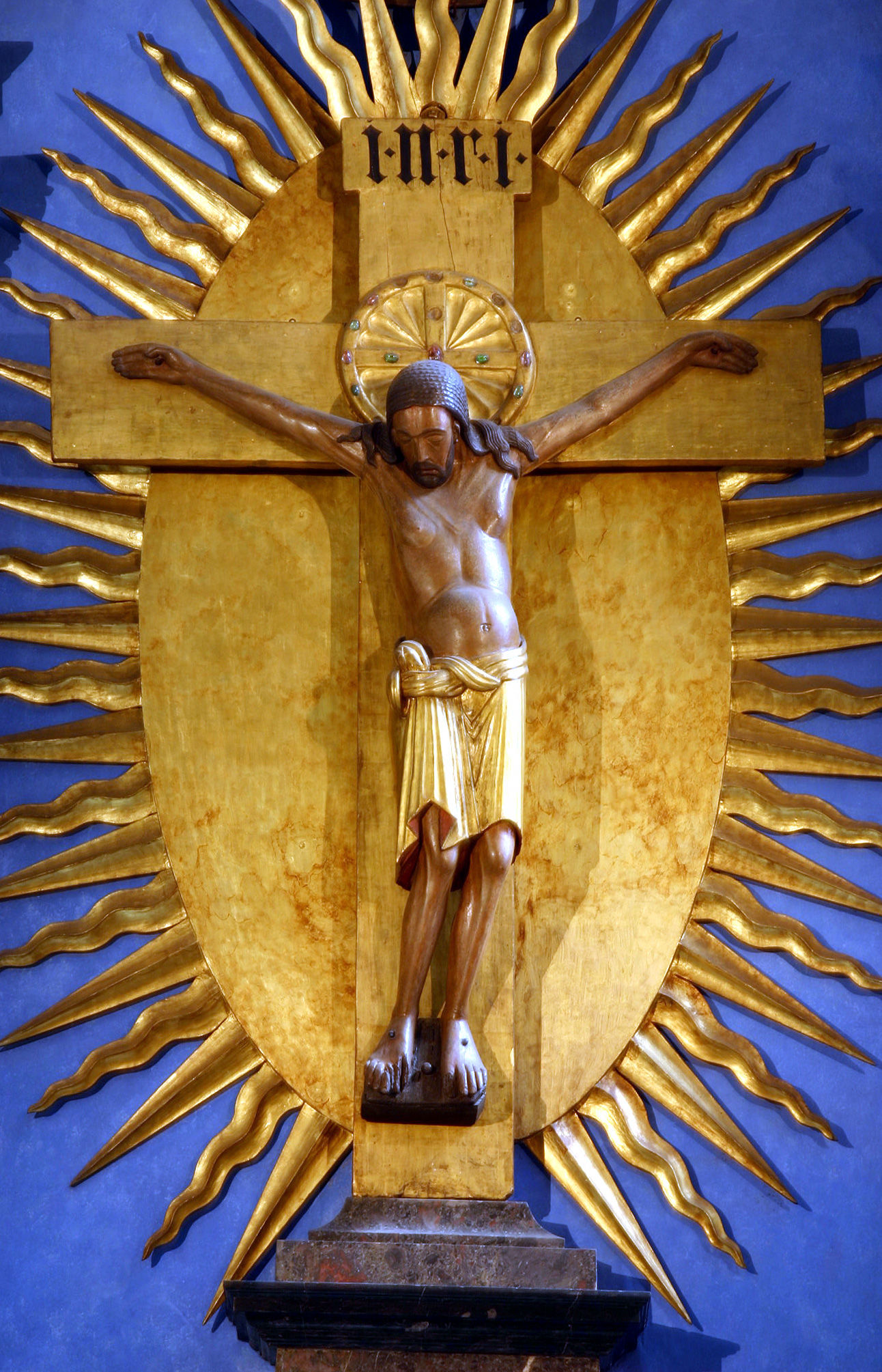
Krucyfiks Gerona, Kolonia, ok. 975
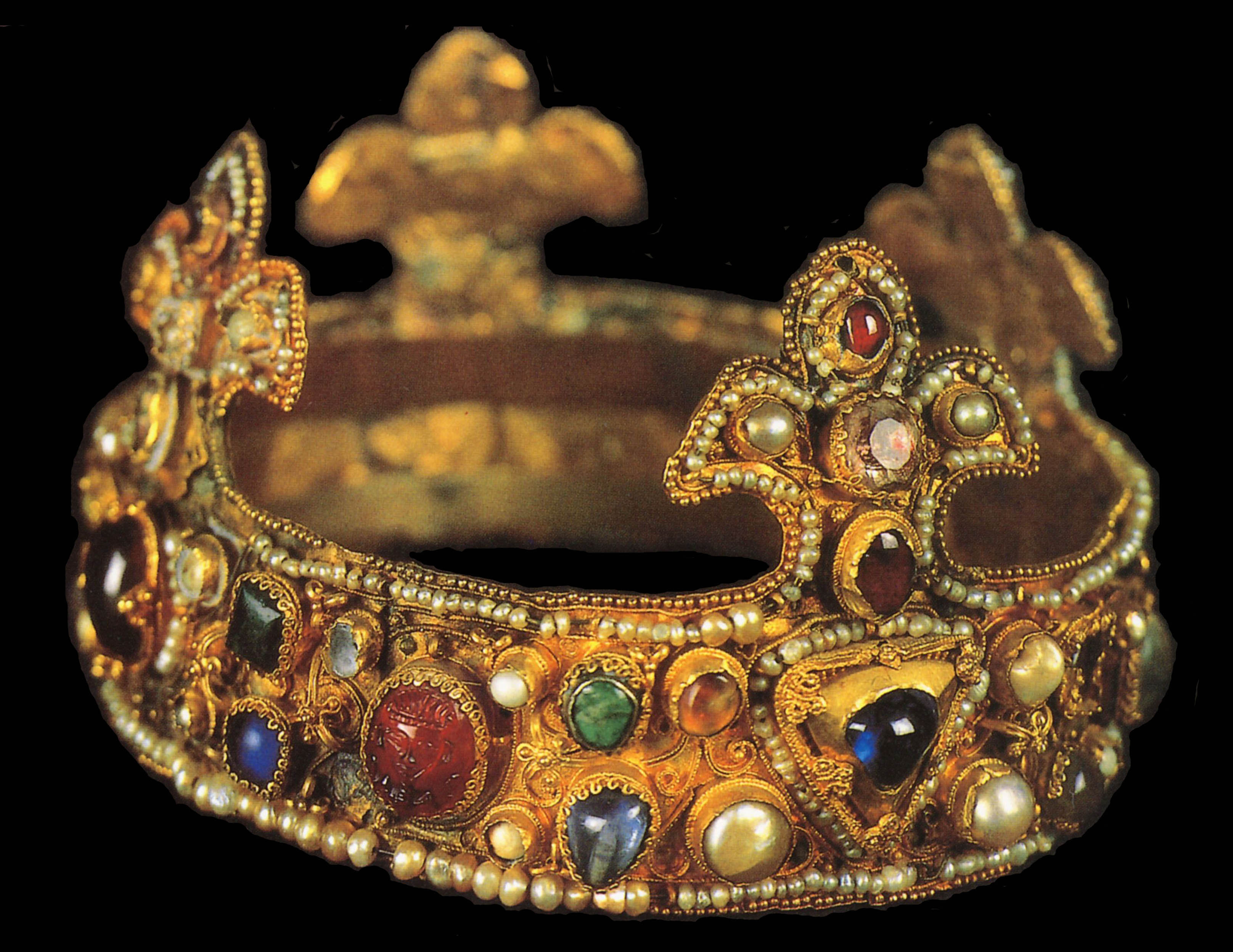
Tzw. Korona Ottona III (Essen, skarbiec katedralny)
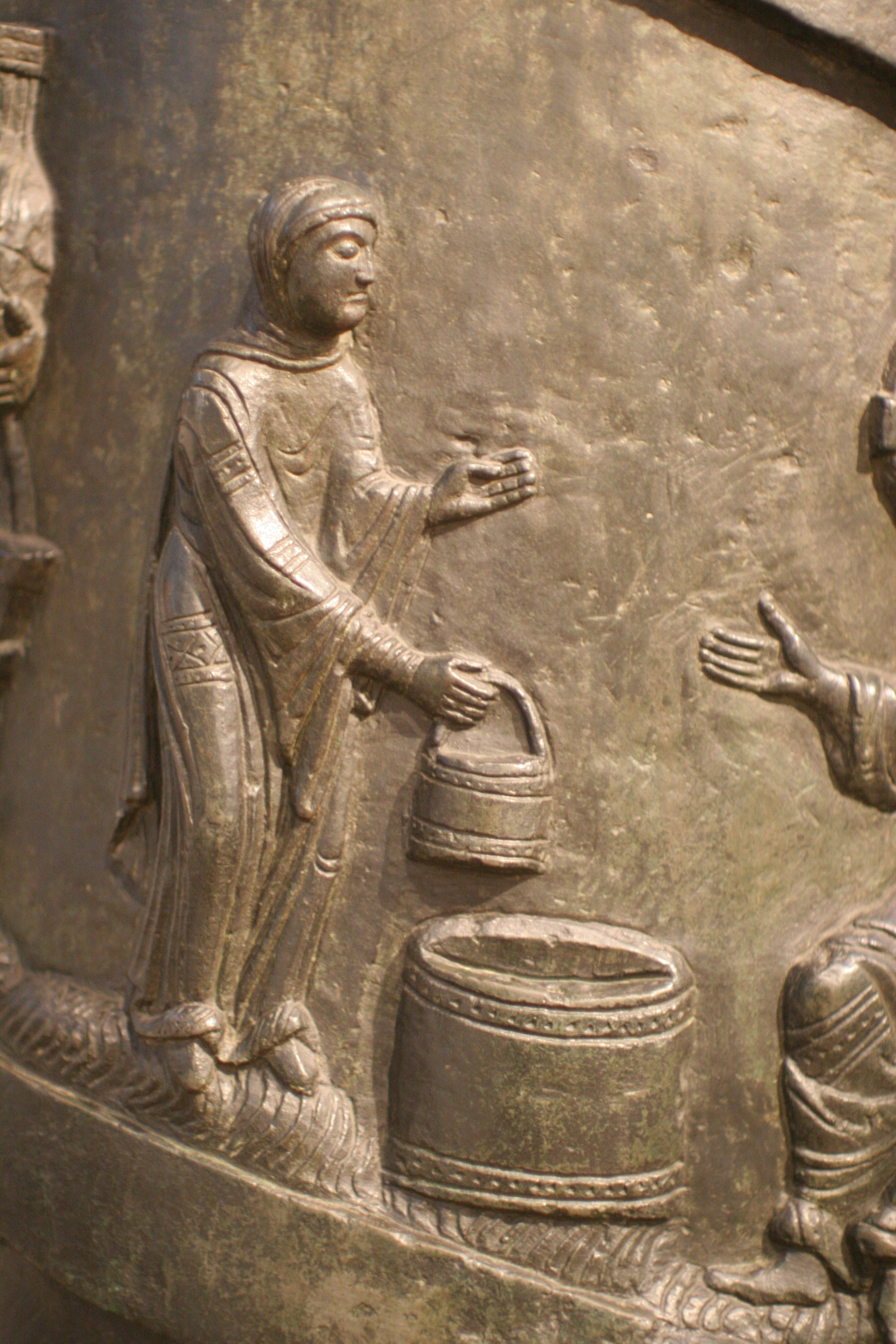
Kolumna Chrystusa (fragment), Hildesheim, ok. 1020
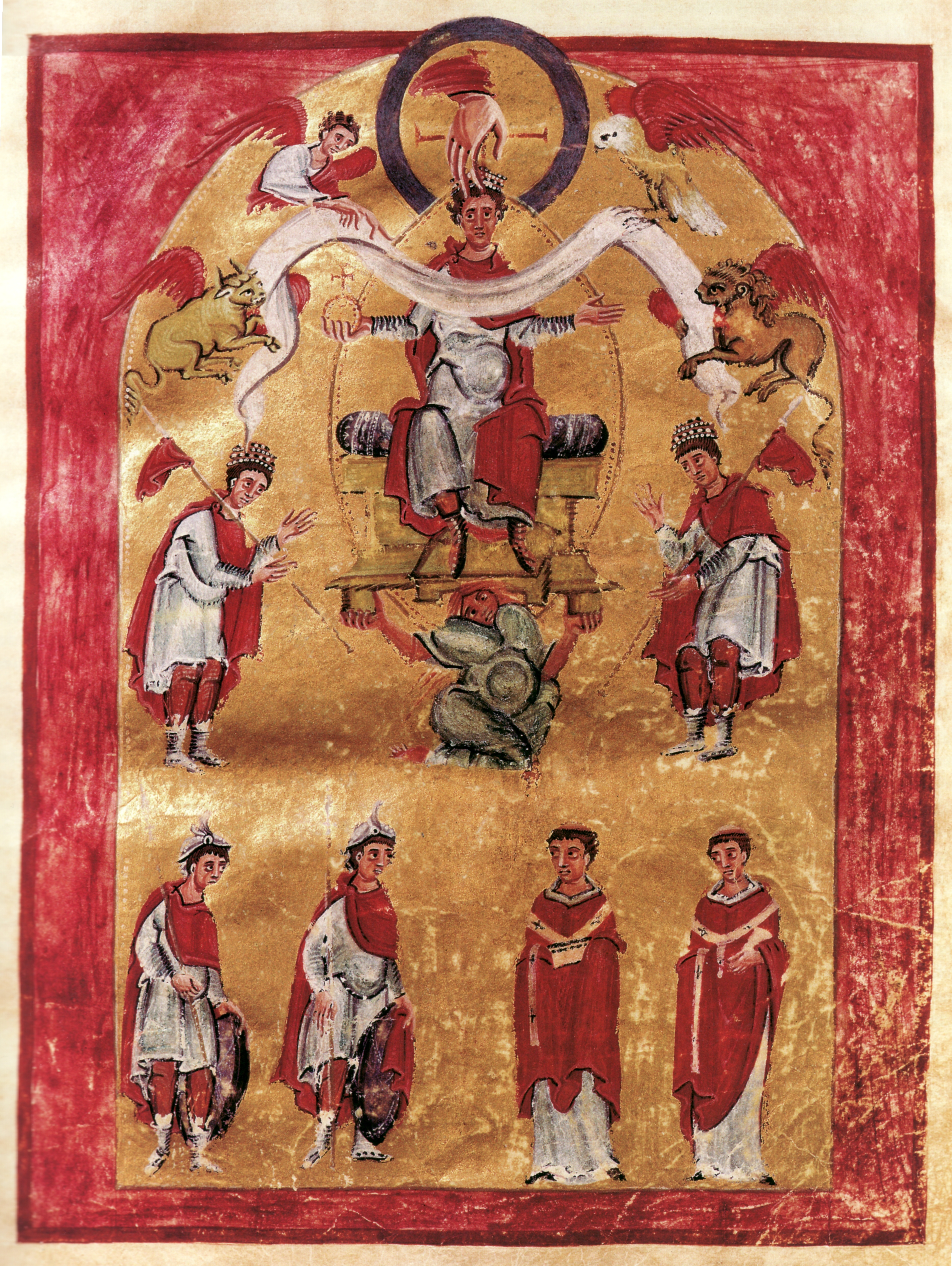
Miniatura dedykacyjna Ewangeliarza Liutharda z Ottonem III na majestacie, ok. 1000, Akwizgran, skarbiec katedralny

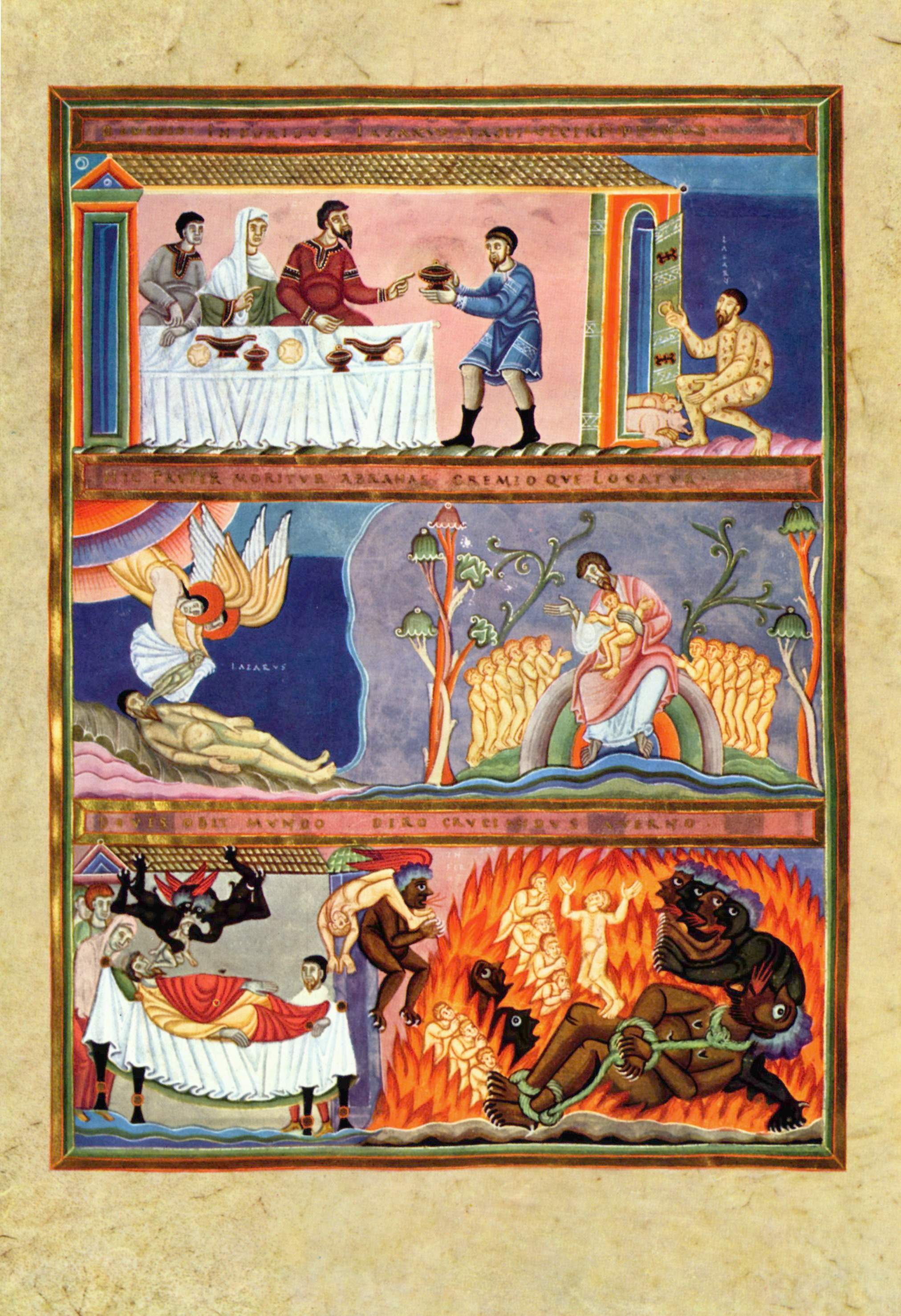
Przypowieść o bogaczu i Łazarzu, Wskrzeszenie Łazasza, miniatura ze Złotego Kodeksu z Echternach, ok. 1030-1050, Norymberga, Germanisches Nationalmuseum
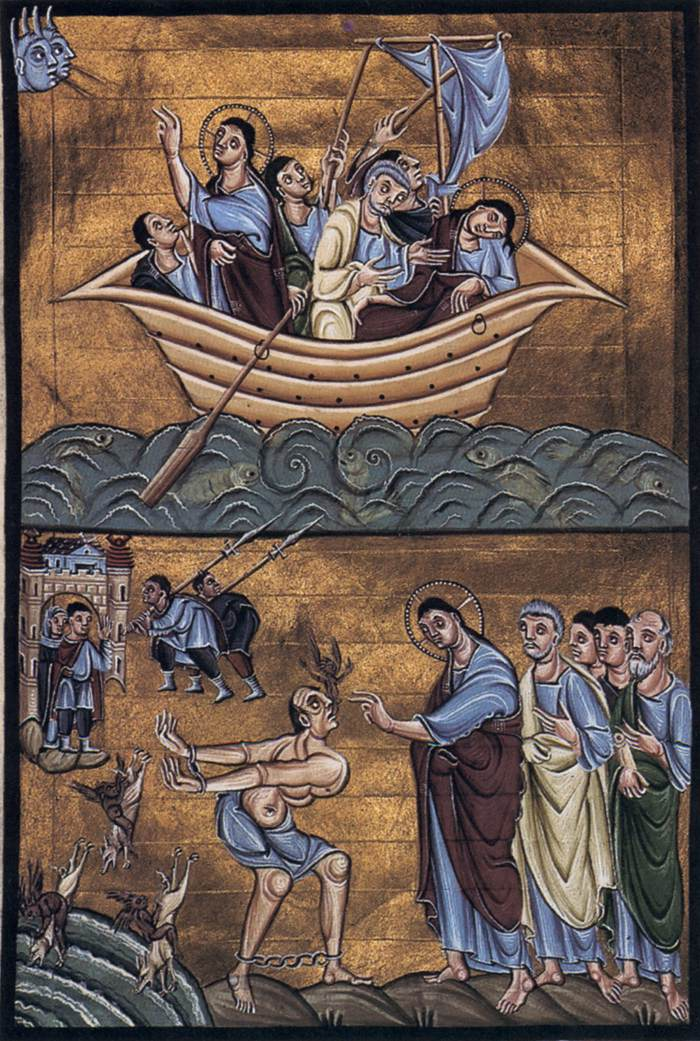
Uciszenie burzy na jeziorze; wypędzenie demonów z opętanego. Fragment Ewangeliarza Ottona III
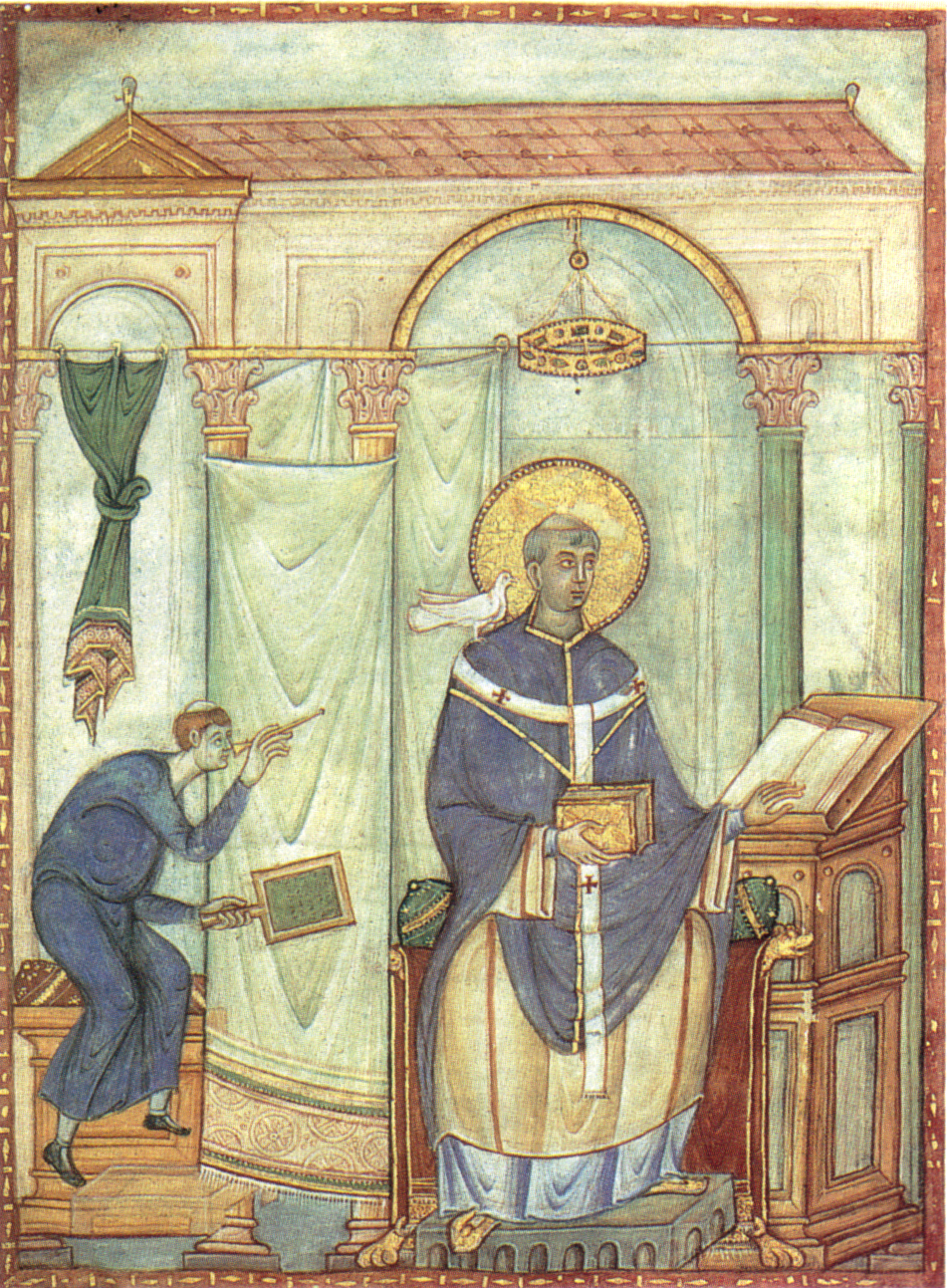
Miniatura z Registrum Gregorii, przedstawiająca Grzegorza Wielkiego, ok. 985
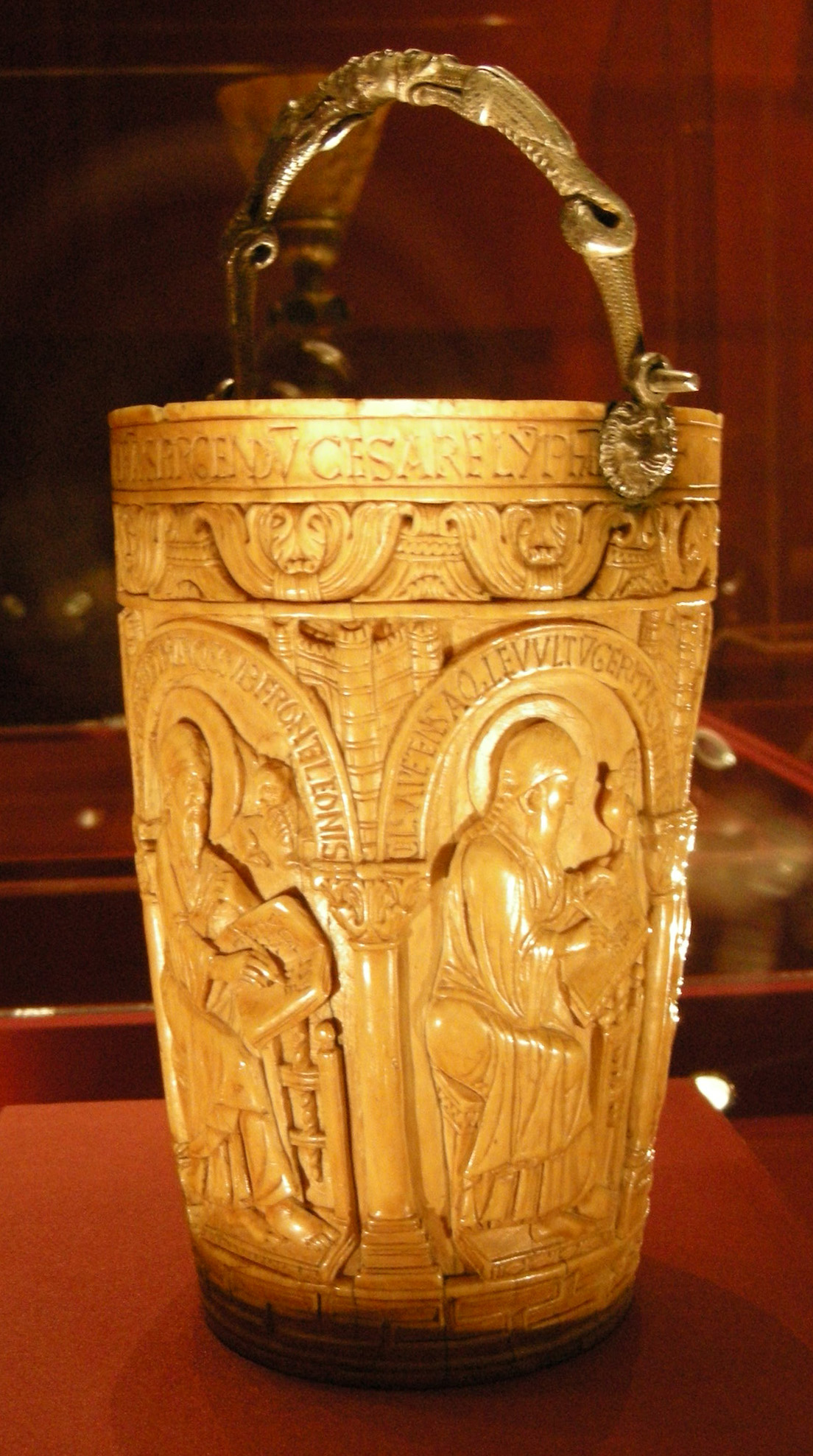
Tzw. situla Gotofredo, X w. (Skarbiec katedry w Mediolanie)

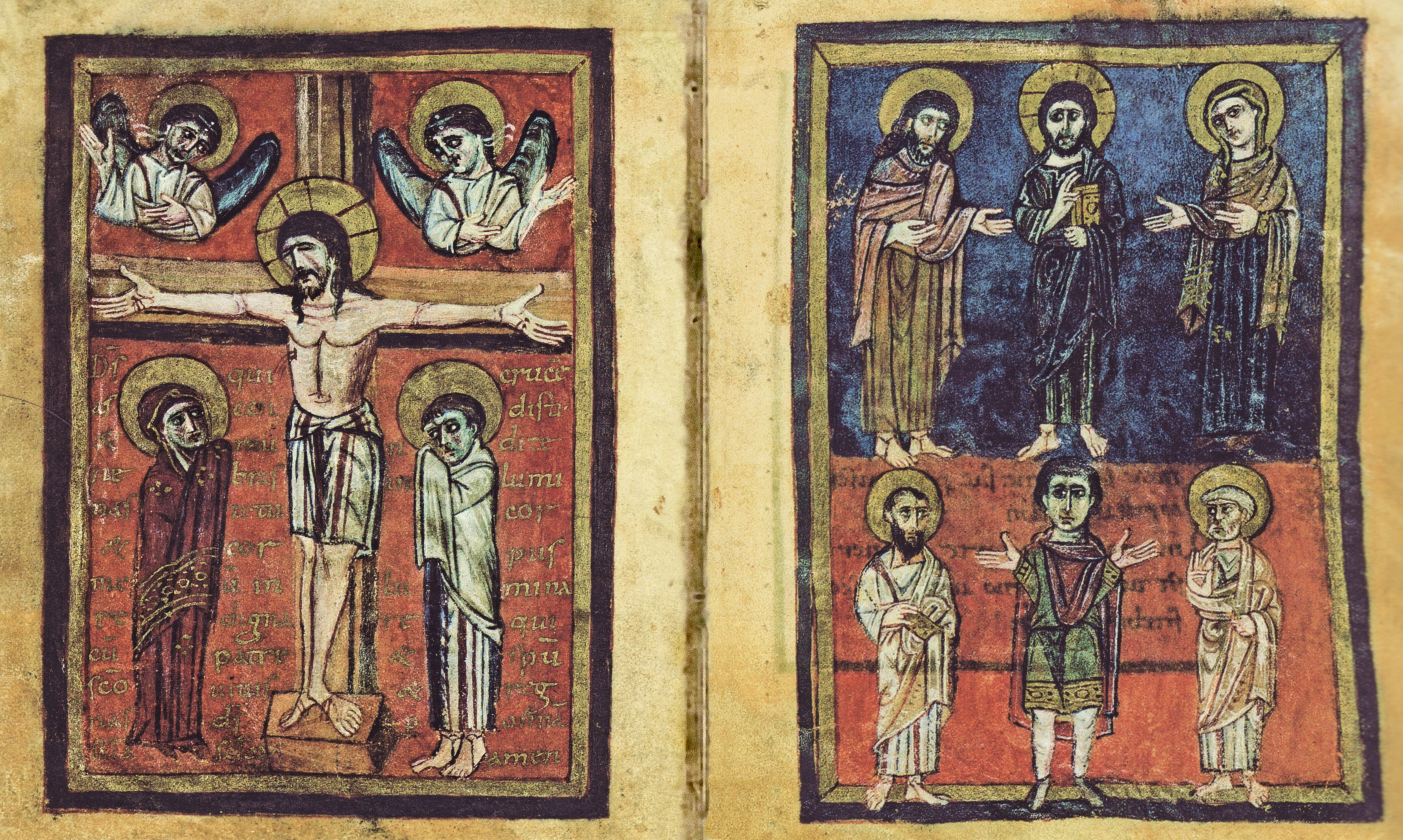
Ukrzyżowanie oraz Deesis, miniatury Modlitewnika Ottona III, między 981 a 991, Monachium, Bayerische Staatsbibliothek
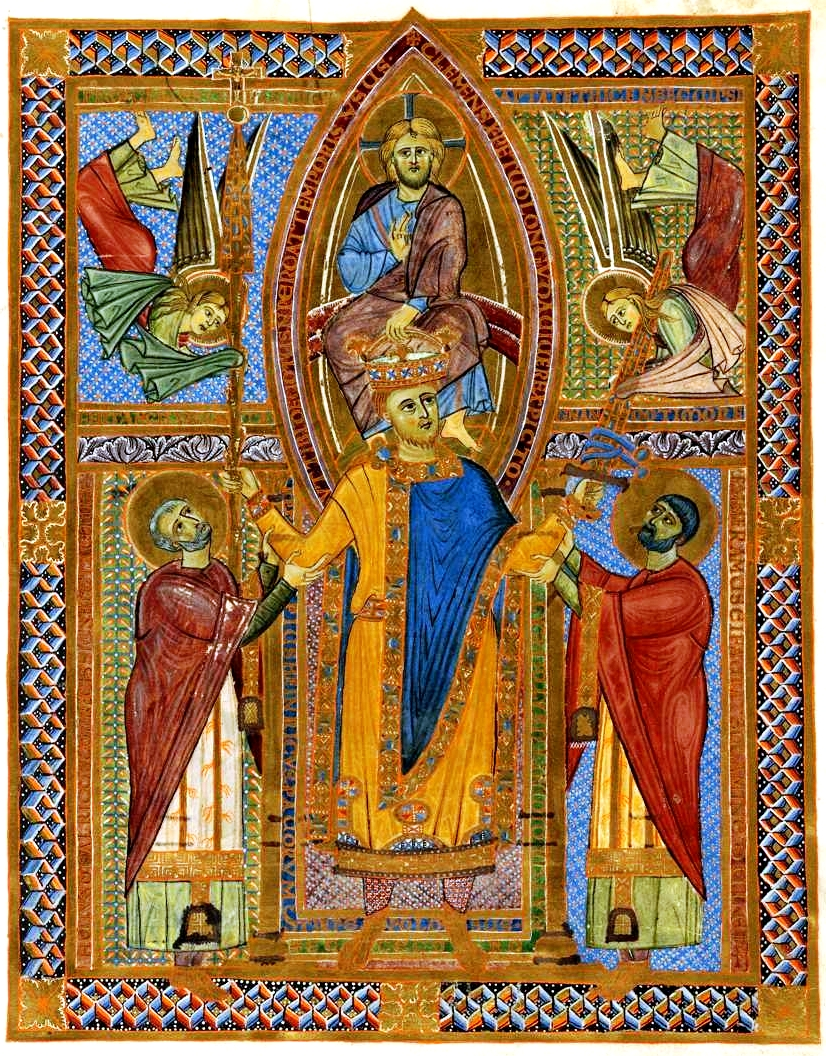
Koronacja Henryka II przez Chrystusa, miniatura z Sakramentarza Henryka II. Asystują Emmeram z Ratyzbony z mieczem cesarskim i Ulryk z Augsburga z Włócznią św. Maurycego.
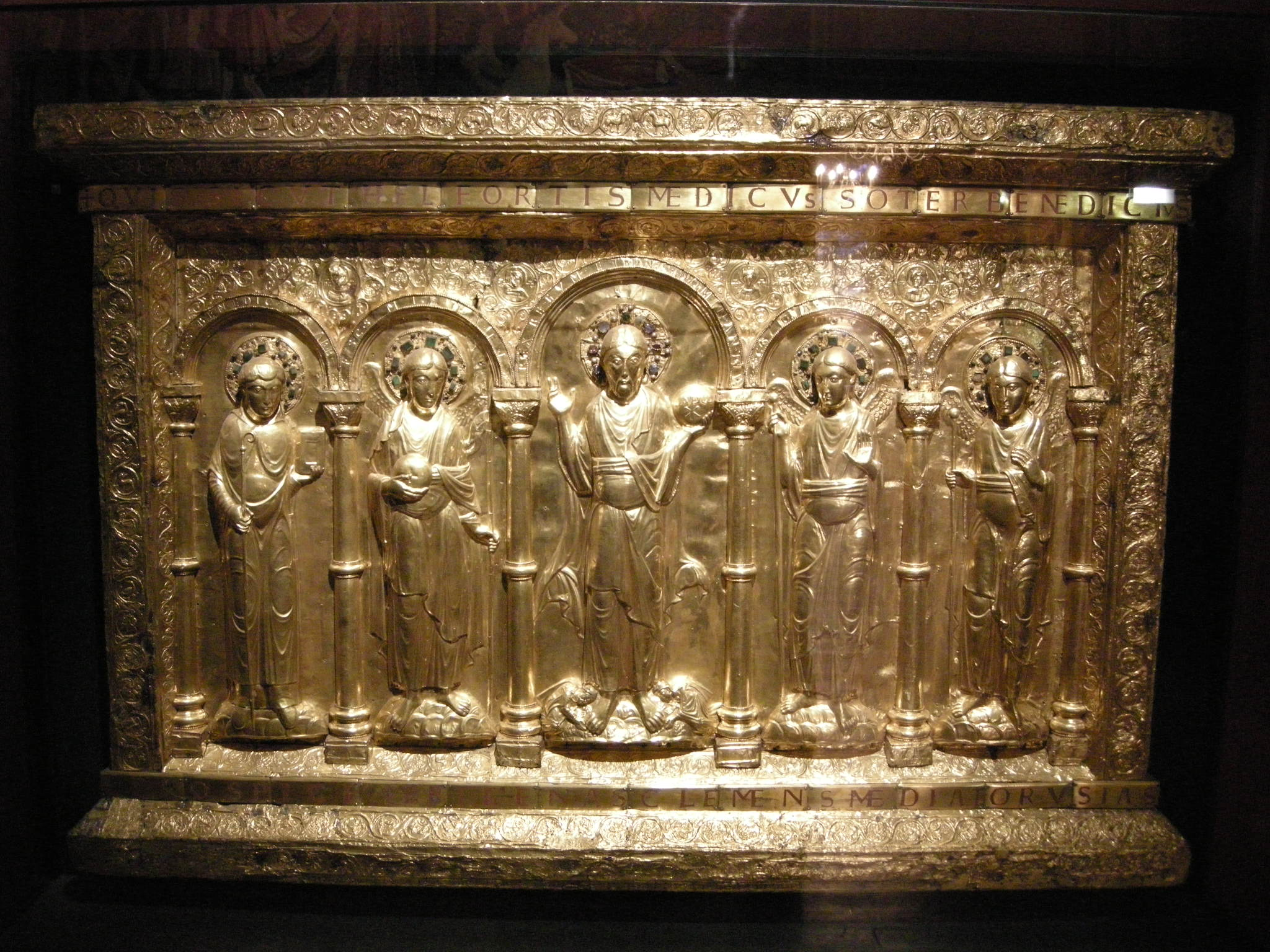
Antependium z Bazylei, 1 ćw. XI w. Paryż, Musée de Cluny
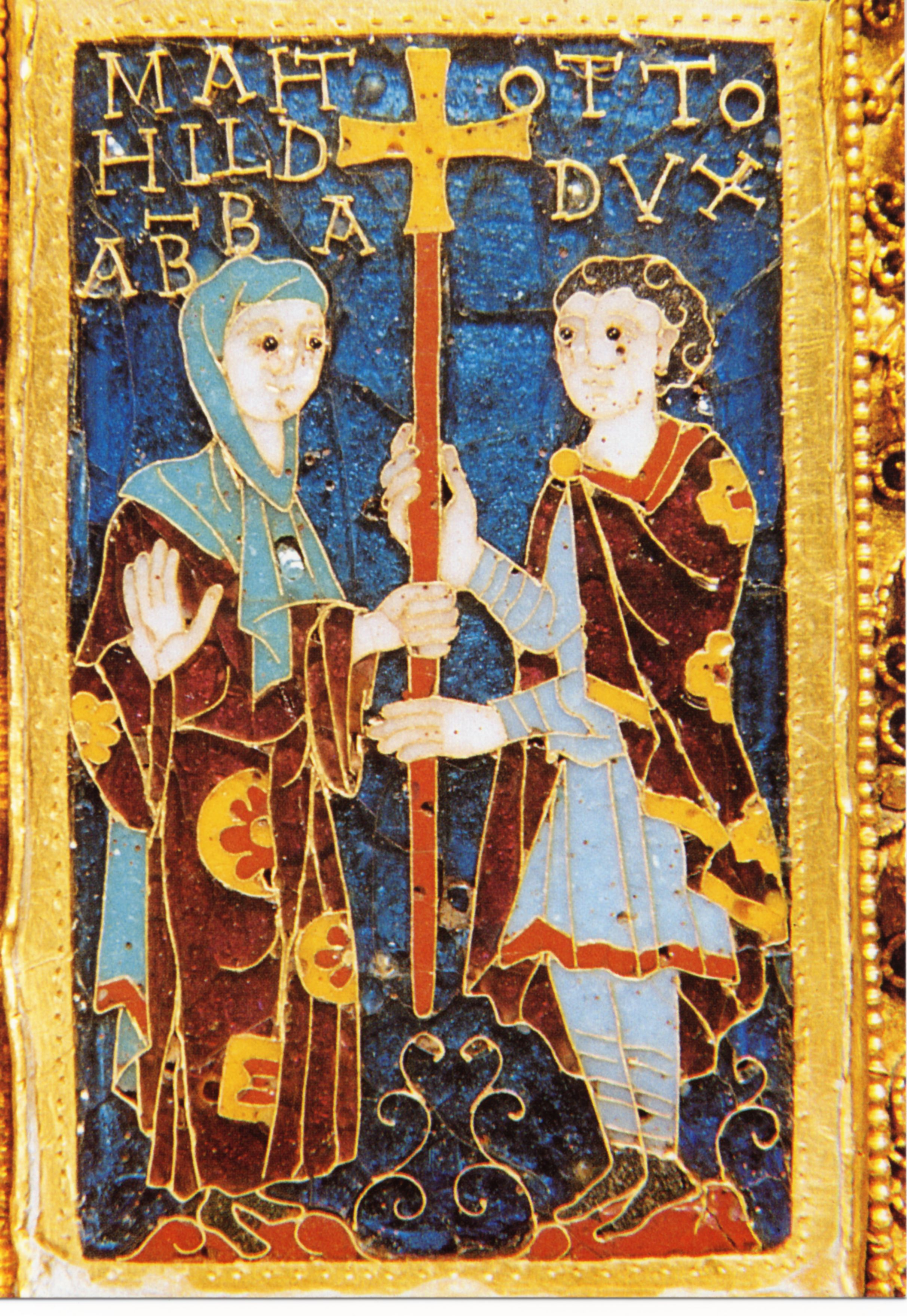
Plakietka emaliowana z wizerunkami Ottona i Matyldy, fragment krzyża relikwiarzowego, 983-984, Essen, skarbiec katedralny